# Mola dels Atans
La Mola dels Atans és una muntanya de 1.051 metres que es troba al municipi d'Horta de Sant Joan, a la comarca de la Terra Alta.